# Haatepah
Coyotl (6 de enero de 1998), también conocido como Raphael, es un modelo y actor indígena mexicano de los Estados Unidos. Es conocido por sus campañas de modelaje para algunas de las principales marcas estadounidenses, incluidas Ralph Lauren and Nike. También ha ganado muchos seguidores en TikTok, donde sus videos «brindan lecciones breves sobre historia de los nativos americanos».

## Biografía
Coyotl y su hermano gemelo, Claro Oso, crecieron en las afueras de San Francisco en Pacifica, California, donde fueron criados por sus dos padres adoptivos. Coyotl y su hermano se mudaron a Los Ángeles desde el Área de la Bahía después de que uno de sus padres falleciera de cáncer.

## Carrera

### Modelo
Coyotl fue descubierto por el director de casting Daniel Peddle después de publicar varias fotos en Instagram. Prontofirmó un contrato con la agencia de modelos Storm (Los Ángeles) y ha modelado para numerosas compañías, incluidas Nike, LuLuLemon y Ralph Lauren. En el 2021, apareció en Vogue México junto a la modelo Oaxaqueña Karen Vega, quien fue la primera indígena oaxaqueña en aparecer en la portada de Vogue. En 2021, habló con la revista Vogue sobre la representación indígena en la industria de la moda, afirmando: «Es genial tener finalmente una representación de nuestros pueblos indígenas. No miramos en una dirección; somos diversos. Tener esa representación va a hacer eco de nuestras voces para que se escuchen en espacios en los que normalmente no se escuchan. Espero que eso inspire creatividad dentro de nuestra comunidad, y también confianza, un sentido de confianza para ser fuertes y mantener la cabeza en alto».

## Filmografía
| Año  | Película                    | Personaje | Notas        |
| ---- | --------------------------- | --------- | ------------ |
| 2022 | S.O.H.N.: The Rise of Achak | Achak     |              |
| 2022 | Unconquered                 | Osceola   | Cortometraje |

## Activismo
Coyotl ha estado involucrado tanto en el activismo por los derechos indígenas. En una conversación con Sunny Hostin en Good Morning America sobre el colorismo en la comunidad latina, afirmó: «No puedes huir de tu reflejo… puedes intentar aclarar tu piel, cambiar tu cabello, pero de lo único de lo que no puedes huir es de ti mismo. Quiero influir en las personas de color para que se sientan orgullosas de su procedencia y se reconecten con sus raíces».
Coyotl también está involucrado con el activismo ambiental. En una entrevista de 2021, afirmó: «Nuestros caminos como indígenas van de la mano con esta tierra, porque la tierra somos nosotros. Todos somos la tierra».